# Johannes Wülfing (Politiker, 1649)

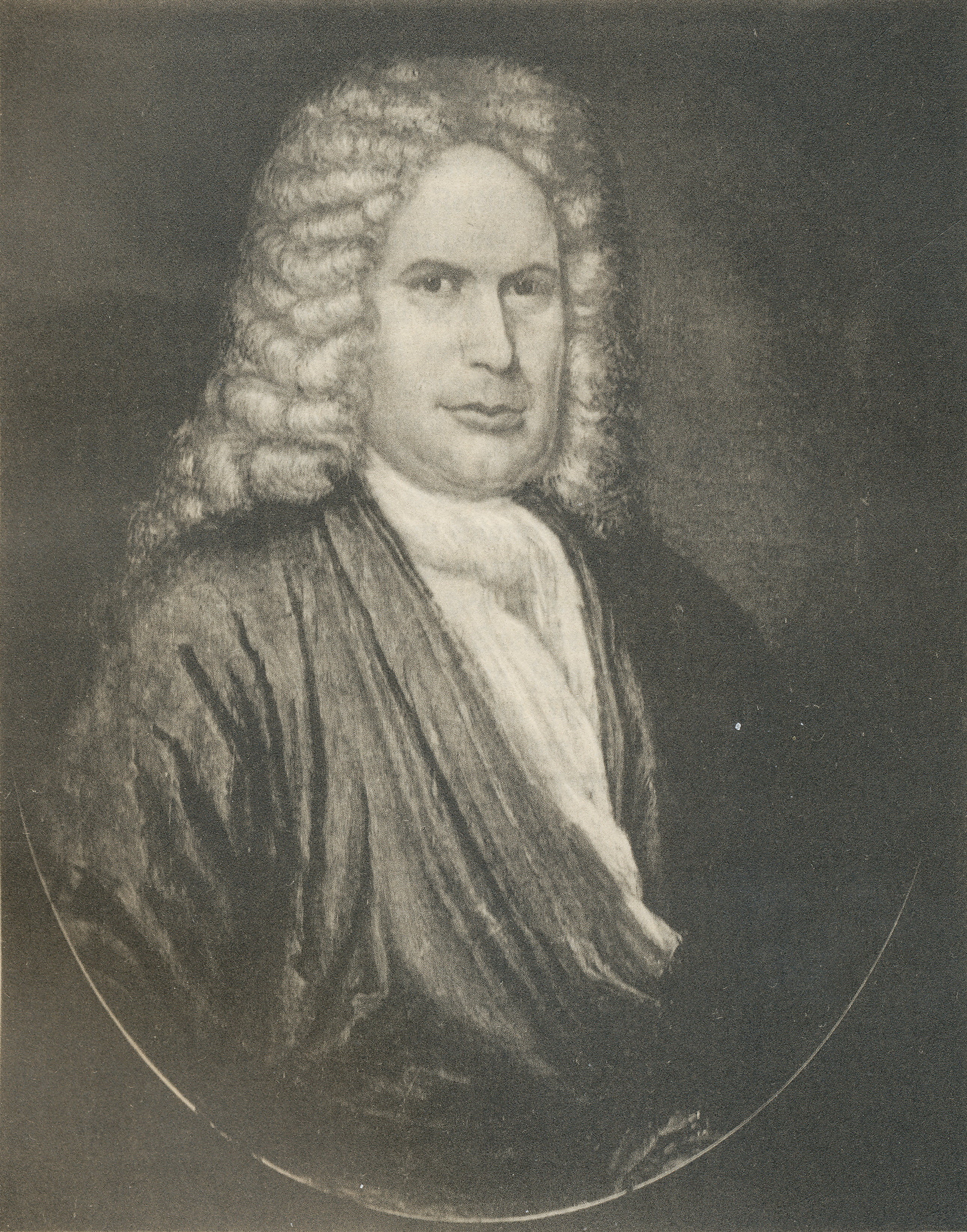
Johannes Wülfing (1649–1723)

Johannes Wülfing (* Januar 1649 in Barmen; † November 1723 in Elberfeld) war ein deutscher Kaufmann, Politiker und 1696, 1701 und 1708 Bürgermeister von Elberfeld.
Wülfing wurde im Januar 1649 in Elberfeld als Sohn des aus Barmen stammenden Kaufmanns und Garnbleichers Johannes Wülfing (1613–1656) geboren. Seine aus Lennep stammende Mutter hieß Christina Müser (1623–1698). Der Sohn der beiden, Johannes Wülfing, wurde ebenfalls wie der Vater in Barmen geboren und am 10. Januar in Elberfeld getauft.  Er heiratete 1681 Gertrud Hüls (1662–1735), die Tochter eines reformierten Pfarrers. Sein Großvater mütterlicherseits, Hermann Müser (1600–1671), war 1657 Bürgermeister in Lennep. Johannes Wülfing und Gertrud Hüls hatten elf Kinder, von denen sieben früh starben. Der zweitälteste Sohn, ebenfalls Johannes Wülfing heißend, wurde ebenfalls Bürgermeister von Elberfeld. Sein jüngerer Sohn, Anton Wülfing (1691–1771), war ebenfalls Ratsverwandter in Elberfeld und der Vater des späteren Bürgermeisters Johann Jakob Wülfing.
Johannes Wülfing selbst ließ sich als Kaufmann in Elberfeld nieder und wurde erstmals 1688 Ratsverwandter der Stadt. Im gleichen Jahr wurde er auch erstmals zum Bürgermeister der Stadt Vorgeschlagen, konnte sich aber nicht gegen Johannes Plücker durchsetzen. In den Jahren 1689, 1697, 1702 und 1718 war er erneut Ratsverwandter und in den Jahren 1691, 1693, 1695 stand er erneut erfolglos auf der Liste der für das Amt des Bürgermeisters vorgeschlagenen. Erst 1696 wurde er gewählt, ebenso wie 1701 und 1708. In seiner letzten Amtszeit wurde der Stadt Elberfeld am 22. November 1708 durch die Herzoglich Jülich-Bergische Regierung ein eigenes Stadtgericht bewilligt. Es wurde bestimmt, dass der letzte Bürgermeister nach Ende seiner Amtszeit ohne Wahl neuer Stadtrichter wird. Im Januar wurde Johann Kaspar von Karnap erster Stadtrichter, bis Wülfing im Mai 1709 das Amt von ihm übernahm. Wülfing starb 1723 und wurde am 17. November in Elberfeld beerdigt.